# Bibliothèque municipale de Tartu
La bibliothèque municipale de Tartu  (en estonien : Tartu Linnaraamatukogu) ou bibliothèque municipale Oskar Lutsu (en estonien : Tartu Oskar Lutsu Linnaraamatukogu) est une bibliothèque publique  à Tartu en Estonie.

## Présentation
La bibliothèque centrale de la bibliothèque municipale de Tartu est située à Kompanii tänav.
Les autres bibliothèques du réseau sont situées à Annelinn (Kaunas puiestee 23), Karlova (Tehase tänav 16), Tammelinn (Suur kaar 56) et Ilmatsalu (Kooli tee 5).
De plus, le point de retrait de Lubja est ouvert à Staadioni 73 et des services de bibliothèque sont également proposés aux visiteurs du centre de jour de Tähtvere à Veski tänav 35.

## Histoire
La bibliothèque a été précédée par la bibliothèque créée en 1913 par Tartu Rahvaraamatukogu Selts.
La bibliothèque municipale a été créée en 1920.
En 1928, cette bibliothèque a été renommée bibliothèque municipale centrale.
En 1936, de nouvelles salles ont été construites dans la rue Kompanii tänav.
En 2023, la bibliothèque est également située dans la rue Kompanii tänav.
Entre 1936 et 1937, la bibliothèque comptait environ 36 000 volumes.
Entre 1952 et 1987, la bibliothèque a été nommée bibliothèque municipale centrale Nikolai Gogol (en estonien : NV Gogoli nimeline Tartu Linna Keskraamatukogu).

## Statistiques
En 2022, la bibliothèque employait 91 personnes et elle a 606 720 volumes et a décompté 35 766 lecteurs qui ont effectué 967 786 emprunts:
| Bibliothèque | Visites | Emprunts |
| ------------ | ------- | -------- |
| Centrale     | 207 691 | 619 716  |
| Annelinn     | 61 024  | 114 634  |
| Karlova      | 52 916  | 82 209   |
| Tammelinn    | 73 870  | 134 455  |
| Ilmatsalu    | 20 159  | 16 772   |
| Total        | 420 847 | 967 786  |
| Sources:     |         |          |

## Galerie

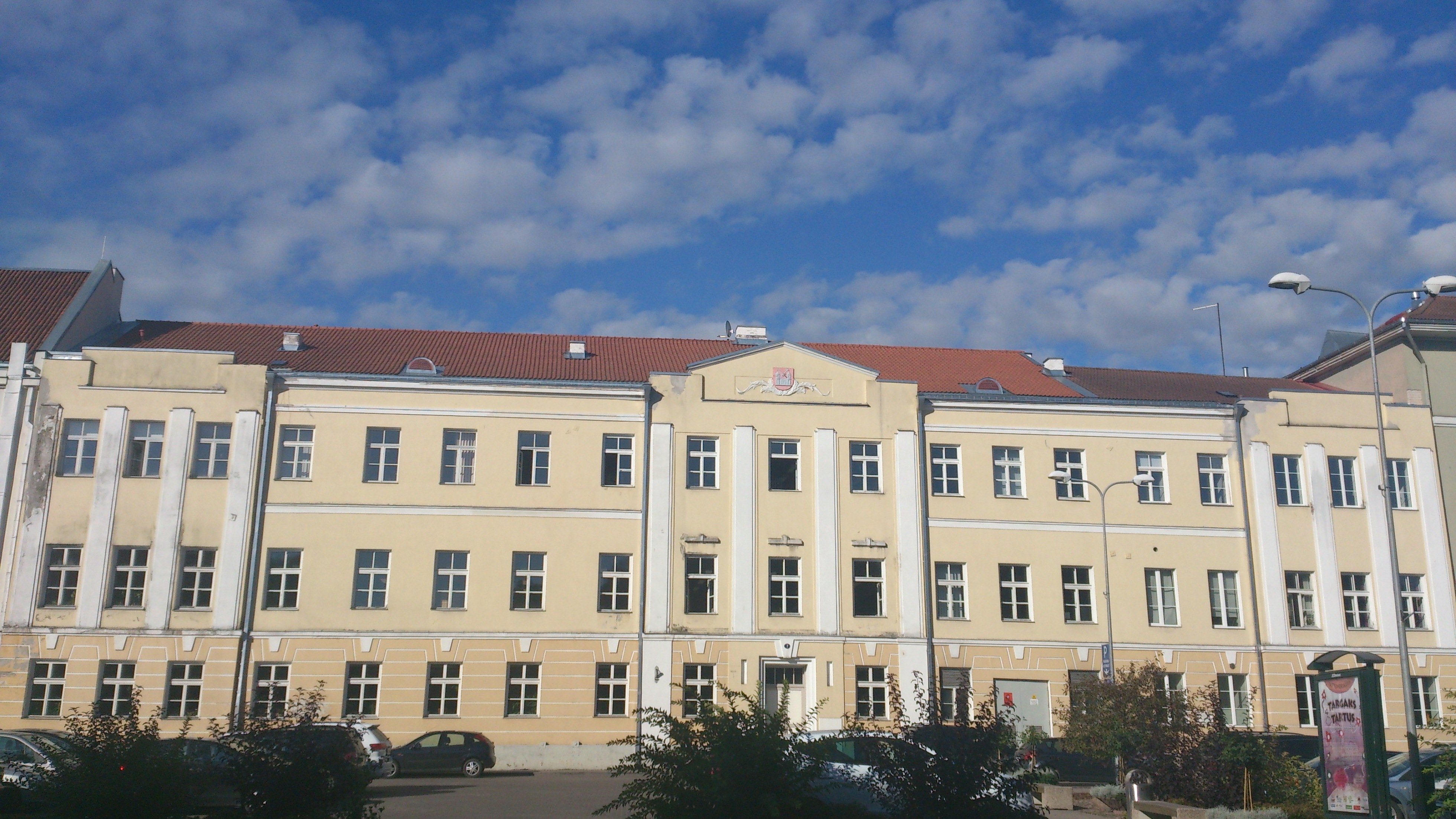
L'arrière de la bibliothèque municipale de la rue Magistri, vue depuis le boulevard Vabaduse, le 28 août 2013.